# Casper - Un fantasmagorico inizio
Casper - Un fantasmagorico inizio (Casper: A Spirited Beginning) è un film live action direct-to-video del 1997 diretto da Sean McNamara, basato sui cartoni e fumetti omonimi, prequel apocrifo del film Casper.

## Trama
Il piccolo Casper è morto da un secolo ed è da sempre su un treno pieno di fantasmi, con nessuna idea di dove sia. Invece di andare al Ghost Central dove è diretto il treno, un passeggero fantasma lo caccia via in malo modo. Così Casper si trova nella città umana americana di Deedstown, dove involontariamente spaventa tutti i cittadini. Solo allora si rende conto di essere veramente un fantasma.
Chris Carson è un ragazzino orfano di madre, con l'ossessione per l'occulto; suo padre Tim, sta cercando di demolire la vecchia Residenza Applegate per poter avviare i suoi piani di una nuova ristrutturazione della città. Tim arriva sul posto, ma trova un gruppo di persone che protesta contro la demolizione dell'edificio. Il gruppo di manifestanti è condotto da Sheila Fistergraff. Tim Carson cerca di ragionare con loro ma i manifestanti si rifiutano di cedere, ma proprio quando il bulldozer sta per demolire l'edificio sia i demolitori che i manifestanti vengono tormentati dai tre svitati fantasmi, Molla, Ciccia e Puzza. Tutti i presenti vengono terrorizzati e il trio prende possesso del vecchio palazzo.
Nel frattempo il treno in cui si trovava Casper arriva al Ghost Central, dove i novelli spiriti saranno addestrati e lavoreranno per ricevere una licenza da infestante. Il Ghost Central è gestita in maniera tirannica dal malvagio Tormento (Kibosh) e dal suo assistente Moccio (Piagnisteo), che si rende conto che Casper è assente. Tormento è furibondo e preoccupato per come sarà guardato se qualche fantasma vagasse senza un'istruzione adeguata. Dunque, ordina a Moccio di trovare Casper e di riportarlo al Ghost Central. Nel frattempo a Deedstown, il sindaco Johnny Hunt avverte con rabbia Tim che se Villa Applegate non sarà abbattuta entro il giorno dopo Tim verrà licenziato. A scuola Chris riesce a salvarsi da uno scherzo melmoso di Brock Lee e la sua banda di bulli, ma viene comunque sgridato dal preside insieme ai veri responsabili. Per fortuna Chris viene salvato dalla sua coraggiosa insegnante Sheila, che lo consola e cerca di insegnargli a difendersi.
Più tardi Chris incontra Casper e diventa subito suo amico, perché entrambi sono soli e si sentono emarginati. Insieme, vanno a Villa Applegate. Casper ammette che non sa come agire come un fantasma e Chris cerca di aiutarlo. Poco dopo però arriva il Trio Spettrale che rimprovera Chris. Lui presenta Casper e rende il Trio felice di incontrare un altro fantasma e si eccitano quando vengono a sapere che non è mai andato al centro di addestramento, e quindi non è contaminato da Tormento. I tre fantasmi vedono un'occasione d'oro per dimostrargli che le loro tecniche sono migliori delle sue. Se dovessero riuscirci, probabilmente Tormento smetterà di dare la caccia a loro. Così, decidono di invitare Casper nel gruppo ed insegnargli tutto ciò che sanno. A loro insaputa però, Moccio li ha trovati e va riferire tutto al suo padrone. Casper cerca di imparare ad essere un vero fantasma, ma il suo buon animo gli impedisce di spaventare pure Molla, Ciccia e Puzza.
Chris è triste perché suo padre gli ha dato buca all'esposizione del suo lavoro di scienze a scuola e Sheila cerca di consolarlo. Intanto il Trio Spettrale butta fuori dal gruppo Casper, perché secondo loro non vi è alcun posto al mondo per un fantasma amichevole. La mattina dopo, Tim promette che porterà Chris a fare una partita di baseball insieme. Ma proprio quel giorno, l'ufficio di Tim prende fuoco a causa di un incidente e così il padre non riesce a presentarsi alla riunione alla scuola di suo figlio. Chris torna a casa triste, ma Casper riesce a consolarlo. Sheila si presenta a casa di Chris per dargli una cartellina che ha lasciato a scuola. Dopo aver quasi scoperto Casper ed essersene andata, Chris e Casper preparano la cena per loro due e Tim. Moccio considera Casper schiavo di un pelle ossa e rivela tutto a Tormento, il quale disgustato decide di raggiungere Moccio a Deedstown per affrontare il problema. Il Trio Spettrale scopre le buone azioni di Casper e Molla lo considera una minaccia alla loro reputazione.
Quando Tim torna a casa Chris si arrabbia con suo padre, perché lo trascura e lo ignora sempre. E quando Chris cerca di introdurre Tim a Casper, quest'ultimo viene rapito dal Trio. Tim non crede a Chris e così se ne torna al lavoro. Sentendosi tradito da Casper Chris scappa via di casa ma sfortunatamente viene trovato da Brock e la sua banda di bulli, che lo imprigionano a Villa Applegate e lo chiudono a chiave in uno sgabuzzino per vendicarsi di uno scherzo a scuola causato in realtà da Casper per salvare il suo amico. Né Chris né i suoi rivali sanno che c'è una bomba piazzata sotto un divano dal sadico bombardiere Bill Case, pagato proprio da Tim, che il giorno dopo farà saltare in aria l'edificio. Intanto, Molla, Ciccia e Puzza, dopo aver cercato invano Casper per tutta la notte, vengono trovati e rinchiusi in una gabbia da Tormento, mentre Moccio va a cercare Casper. Il giorno dopo Tim si sveglia e scopre che Chris è sparito, trova anche una lettera scritta dal figlio dove si scusa di essere un peso per lui. Casper è sicuro che Chris si trovi a Villa Applegate, ma a differenza di Tim non sa che sta per saltare in aria. Tim cerca di chiamare Bill per fermare la bomba, ma non lo trova e perciò si fa dare un passaggio da Sheila.
Casper arriva alla villa e trova Chris nello sgabuzzino. Più tardi, arriva Tim che libera suo figlio e lo porta fuori dalla villa e all'ultimo momento Casper mangia la bomba che esplode nel suo stomaco, salvando così l'edificio e la gente di Deedstown e liberando anche il Trio Spettrale. Tormento rimane impressionato da Casper e da quello che gli ha insegnato il Trio Spettrale, ma è comunque convinto che debba seguire la scuola di fantasmi. Per ringraziarlo il Trio rivela a Tormento di essere gli zii adottivi di Casper postmortem, così Tormento decide di affidarlo ai propri "parenti" ricordando però loro che una famiglia deve rimanere unita per sempre prima di ritornare alla scuola con Moccio.
Chris e suo padre si riconciliano e insieme a Sheila, decidono di far diventare Villa Applegate un'attrazione turistica. Intanto, fuori della villa si vedono Brock e la sua banda di bulli che sono rimasti vittime di Molla, Ciccia e Puzza, e appesi da loro per le mutande sull'albero davanti alla villa come giusta punizione per aver rinchiuso Chris nello sgabuzzino.

## Sequel
Il film ha avuto nel 1998 un sequel realizzato per la televisione e sempre diretto da Sean McNamara, dal titolo Casper e Wendy - Una magica amicizia.